# Grand Hotel (Warschau)

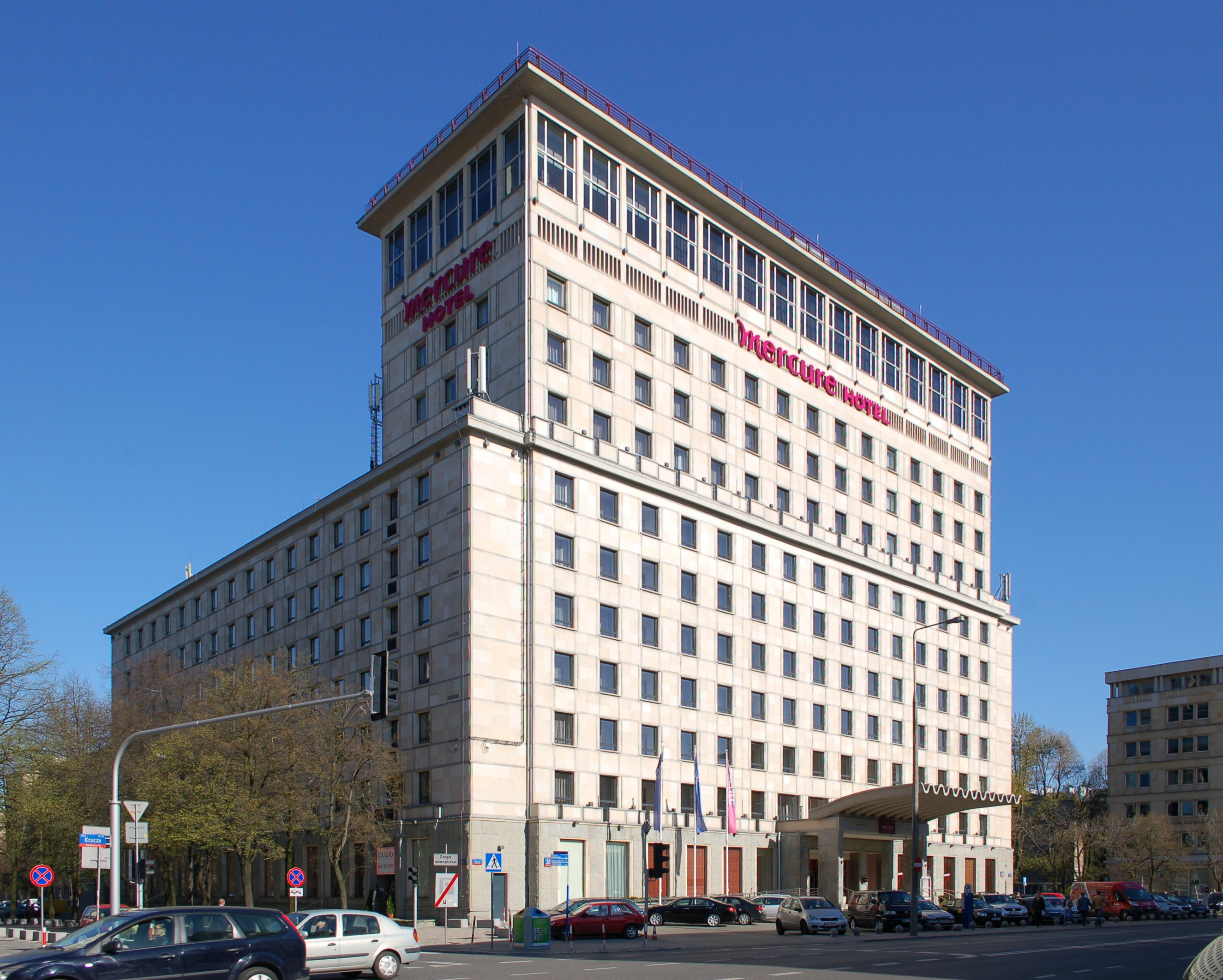
Das Hotel aus nordwestlicher Sicht

Das Grand Hotel in Warschau ist ein in den 1950er Jahren erbautes Hotel in der Warschauer Ulica Krucza. Bis zum Jahr 2004 von der Tourismuskette Orbis betrieben, firmiert es heute als Vier-Sterne-Hotel unter der Accor-Marke Mercure.

## Lage

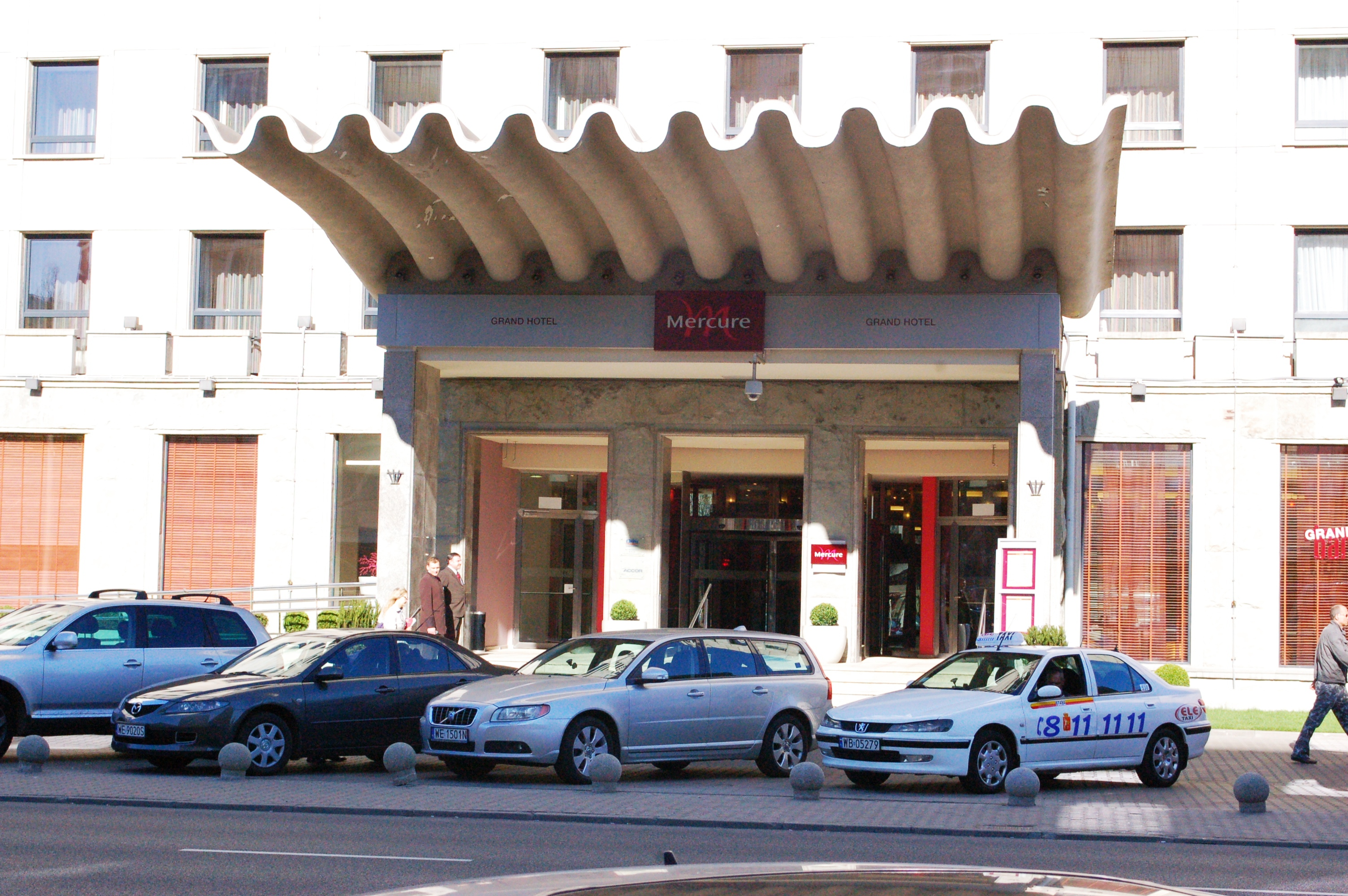
Das markante Vordach

Die Adresse des Hotels lautet Ulica Krucza 28, sie gehört zum Innenstadtdistrikt. Das Hotel liegt zwischen den Straßen Wspólna und Hoża. Nach einem Parkplatz schließt sich östlich das Ministerium für Wissenschaft und Hochschulbildung (polnisch: Ministerstwo Nauki i Szkolnictwa Wyższego) an. Im Norden befindet sich an der Krucza das Staatsschatz-Ministerium (polnisch: Ministerstwo Skarbu Państwa), im Süden ein Bürogebäude (Nr. 24/26), das heute Abteilungen der Kredyt Bank SA sowie der Kulczyk Holding beherbergt.

## Geschichte
Bereits zu Beginn des 20. Jahrhunderts existierte ein „Grand Hotel“ in Warschau. Es befand sich an der Ulica Senatorska 29. Ein weiteres Vorkriegshotel desselben Namens befand sich in der Ulica Chmielna 5. Beide Hotels existieren nicht mehr.
Das Gebäude in der Krucza wurde von 1954 bis 1958 nach Plänen der Architekten Stanisław Bieńkuński und Stanisław Rychłowski gebaut. Es war als Hotel für die umliegenden Ministerien besuchende Delegationsmitglieder geplant. Das Gebäude war elegant ausgestattet und das großzügige Dachcafe im 11. Stock mit seiner Aussicht über Warschau strahlte großstädtisches Flair aus und war Treffpunkt der damaligen Warschauer Gesellschaft. Das Hotel ist ein Teil der ostwärtigen Neubebauung der im Krieg stark zerstörten Krucza. Die gesamte Straßenseite wurde nach hinten gerückt, um aus der vormals schmalen Krucza eine repräsentative je zweispurige Straße zu machen, an der sich mehrere Ministerien und Firmenzentralen ansiedelten.

### Grand Hotel Orbis

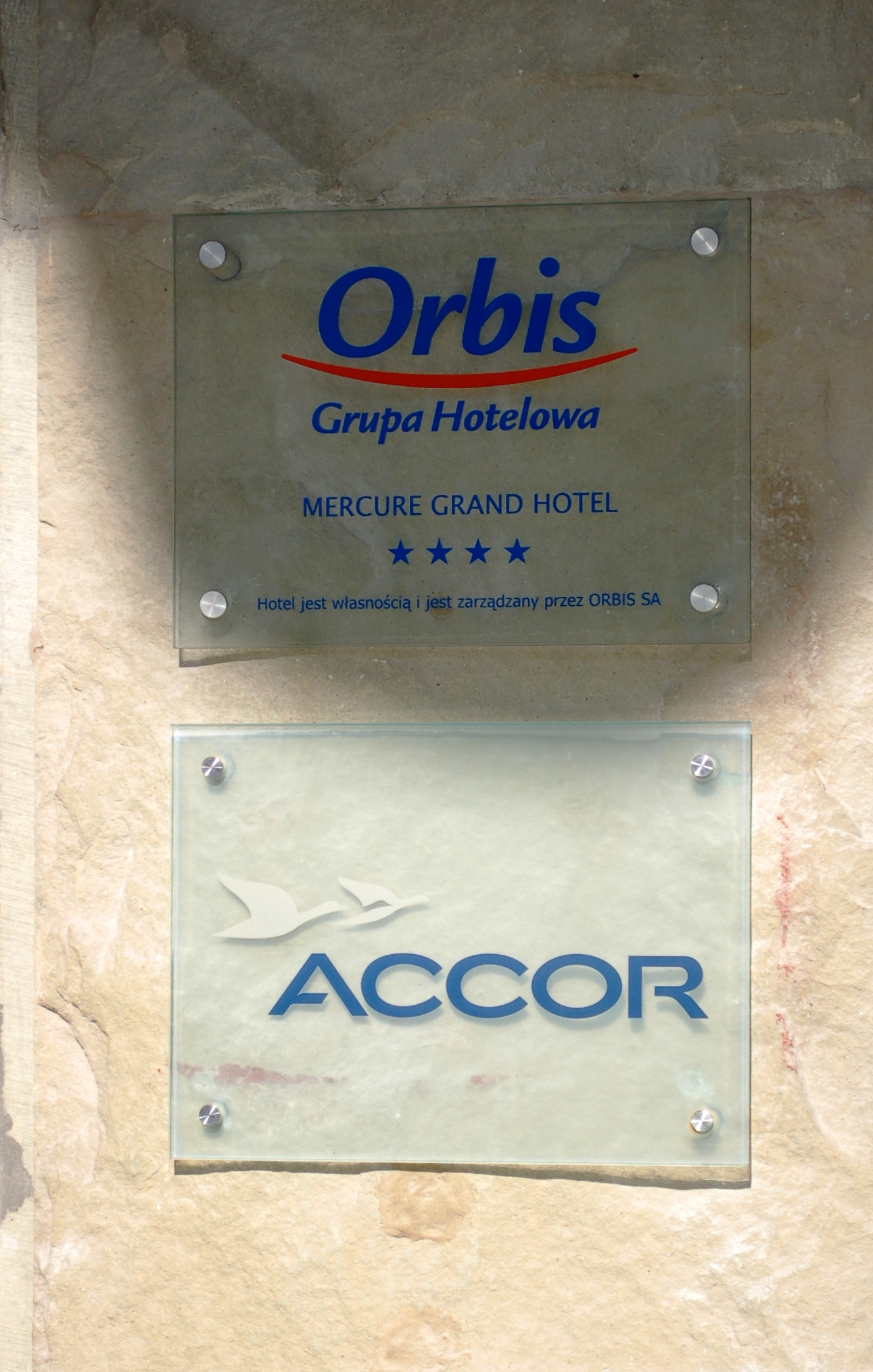

Ab seiner Eröffnung firmierte das Gebäude als „Grand Hotel Orbis“. Es hatte 416 Gästezimmer auf 3-Sterne-Niveau. Im Gebäude hatte das Polnische Olympische Komitee seinen Sitz (worauf auch der Name der Dachcafés „Olimp“ zurückgeht). Neben Delegationen aus ganz Polen, die Ministerien und Unternehmenszentralen besuchten mussten, stiegen hier stets auch viele Sportler ab.

### Mercure Grand Hotel
Im Rahmen der Übernahme der Hotelsparte von Orbis durch die französische Accor-Gruppe fiel auch das Grand-Hotel an den neuen Eigentümer. In den Jahren 2004 bis 2008 wurde es unter der Leitung des Accor-Architekten Olivier Gibault grundlegend umgebaut und renoviert, um es auf den Standard der „Mercure“-Häuser der Gruppe zu bringen. Die Anzahl der nun im französischen Stil ausgestalteten Gästezimmer wurde zugunsten einer Vergrößerung der Zimmerflächen auf 299 reduziert. Außerdem wurden das Restaurant „Grand’s Brasserie“ und vier Konferenzräume geschaffen. Die Lobby wurde umgebaut und dabei stark verkleinert. Obwohl sie mit einem großen Wandgemälde an die olympische Tradition des Hauses anknüpft, ist sie heute eine moderne Hotellobby ohne speziellen Charme. Das Dachcafé wurde in Konferenzflächen umgewandelt. Das Hotel verfügt über eine Tiefgarage und einen Fitnessbereich für Gäste.
Seit Abschluss der Umbauten führt das Hotel seit 2008 den Namen „Mercure Grand Hotel“ und ist mit vier Sternen ausgezeichnet.

## Architektur
Das Hotel wurde im Stil des Sozialistischen Realismus gestaltet. Die beiden nach Osten verlaufenden Flügel haben dieselbe Höhe wie die umgebenden Nachkriegsbauten auf der Ostseite der Krucza. Der Frontabschnitt verfügt dagegen über 11 oberirdische Stockwerke und überragt und dominiert damit die Bebauung der Gegend. Auf dem Dach befindet sich ein Hubschrauber-Landeplatz. Das vormalige „Olimp“-Café im 11. Stock ist in Form einer gläsernen Loggia ausgebildet. Darunter trägt das Gebäude eine Steinfassade, deren Fenster im oberen Teil (Stockwerke 7 bis 9) durch quadratische, im unteren Teil (Stockwerke 1 bis 6) durch längliche Fenster gleichmäßig gegliedert ist. Auffallend ist die Betonüberdachung des Haupteinganges, die stützenlos wie ein mehrfach gefaltetes Papier Leichtigkeit vermittelnd rund 5 Meter aus der Wand herausragt. Die Lobby-Möblierung enthielt futuristische Sessel und Nierentische.